# 阿特金森冰川
71°30′S 167°25′E / 71.500°S 167.417°E
阿特金森冰川是南極洲的冰川，位於維多利亞地的彭內爾海岸，流經芬德萊山脈和利特爾頓山脈，最終注入丹尼斯托恩冰川，由新西蘭研究隊成員命名。